# 村上律
村上律（むらかみ りつ、1949年 - ）は、1960年代後半から活動する日本の音楽家。

## 人物
奈良県出身。特徴的な髭と眉毛をもつ。アテンションプリーズ、律とイサト、アーリータイムスストリングスバンド、ラストショウ等を経て多くの音楽家と親交をもつ。使用楽器はスティール・ギター、バンジョーが主であり、以前は泉谷しげる、加川良、長渕剛などのレコーディング、コンサートツアーへの参加も行っていた。近年はアーリータイムスストリングスバンド、ラストショウを継続すると共に、Seals Recordsからソロ・アルバムの発表、数十年ぶりに律とイサトを復活させるなど、マイペースで活動。ラストショウは2010年に32年振りとなるニューアルバム『家路〜My Sweet Home〜』をポニーキャニオンからリリースしている。

### 参加アルバム
- 村上律と中川イサト（1972年 CBS・ソニー）
- アリゲーター・ラジオ・ステーション（1977年 日本コロムビア）
- ラストショウ2（1978年 日本コロムビア）
- 律とイサト（1999年7月25日 Seals Records）
- ロホホラ（2003年 Seals Records）
- 家路〜My Sweet Home〜（2010年 ポニーキャニオン）

### オムニバスアルバム
- 高田渡トリビュート（2004年 Seals Records）

## 関連ミュージシャン
- 加川良
- 佐藤GWAN博
- 高田渡
- 徳武弘文
- 中川イサト
- 中川五郎
- 松田幸一
- 渡辺勝
- 泉谷しげる